# Rianila
De Rianila is een rivier gesitueerd in de regio Atsinanana in het oosten van Madagaskar. Ze ontspringt in het Fahonamassief en stroomt door het Centraal Hoogland. Ze mondt uit in de Indische Oceaan ten zuiden van de stad Andevoranto die ligt in het district Brickaville. De grootste zijrivier, die zich bij de Rianila voegt in de buurt van Brickaville, heet de Rongaronga.
De rivier werd vroeger door westerse onderzoeksreizigers weleens de Iharokarivier (en in mindere mate de Jarkrivier) genoemd.